# سیارک ۲۳۳۲
سیارک ۲۳۳۲ (به انگلیسی: 2332 Kalm، نامگذاری:1940GH) دو هزار و سیصد و سی و دومین سیارک کشف شده‌است که در ۴ آوریل ۱۹۴۰ کشف شد.
قدر مطلق سیارک برابر ۱۰٫۶۰ است.